# Nationale Numismatische Collectie
De Nationale Numismatische Collectie (NNC) is de grootste collectie in Nederland van papiergeld, munten, penningen en daaraan gerelateerde objecten zoals hierbij aan niet-westerse betaalmiddelen, productiemiddelen en een uitgebreide bibliotheek. In totaal gaat het om circa 400.000 objecten. De Nederlandsche Bank (DNB) beheert de NNC.
Tot het begin van de 21e eeuw had Nederland drie numismatische collecties van een grote omvang:  
- Het Rijksmuseum Het Koninklijk Penningkabinet (KPK) beheerde een bijzondere collectie munten en penningen. Sinds de jaren 60 van de twintigste eeuw maakte ook papiergeld deel uit van de collectie. Daarnaast bezat het KPK een belangrijke numismatische bibliotheek.
- Het Nederlands Muntmuseum (HNM) beheerde de collectie van de voormalige Koninklijke Nederlandse Munt. Hierbij lag het zwaartepunt op producten en productiemiddelen van het bedrijf en de Utrechtse muntslag.
- De Nederlandsche Bank bezat een nagenoeg complete collectie Nederlands papiergeld aangevuld met een bijzondere collectie Hollandse munten, buitenlandse biljetten en munten.

In 2004 zijn deze collecties in beheer gekomen van de Stichting Het Geld- en Bankmuseum. Toen het Geldmuseum in 2013 de deuren sloot, is het beheer van de numismatische collecties overgedragen aan De Nederlandsche Bank. De collectie gesneden stenen is overgegaan naar het Rijksmuseum van Oudheden.